# Hypena klapperichi
Hypena klapperichi är en fjärilsart som beskrevs av Edward P. Wiltshire 1961. Hypena klapperichi ingår i släktet Hypena och familjen nattflyn. Inga underarter finns listade i Catalogue of Life.